# Friedrichgraben (Nieplitz)
Der Friedrichgraben ist ein Meliorationsgraben und orographisch rechter Zufluss der Nieplitz in Brandenburg. Er entwässert eine Wiesenfläche der Gemeinde Nuthe-Urstromtal. Er ist nach seinem Erbauer, Friedrich II., benannt.

## Verlauf
Der Graben beginnt südlich von Zülichendorf, einem Ortsteil von Nuthe-Urstromtal. Dort entwässert er landwirtschaftliche Flächen, die nordöstlich des Nuthe-Urstromtalers Ortsteil Felgentreu liegen. Das Wasser wird über mehrere Stränge östlich der Kreisstraße 7218 gesammelt; gleiches geschieht mit mehreren Strängen, die sich westlich der Kreisstraße befinden. Südwestlich fließen der Voßgraben und im weiteren Verlauf westlich von Felgentreu der Nuthegraben zu. Der Graben verläuft anschließend in nordnordwestlicher Richtung auf einer Länge von rund 1,5 km. Er erreicht Niebelhorst, ein Ortsteil der Stadt Treuenbrietzen. Dort fließt von Süden kommend das Bardenitzer Fließ zu. Anschließend schwenkt er in vorzugsweise nordwestliche Richtung und entwässert nach rund 1,4 km in die Nieplitz.